# Joan Modolell i Mainou
Joan Modolell i Mainou   (Barcelona, 4 de març de 1937 - Madrid, 28 de febrer de 2023) fou un bioquímic català.

## Biografia
Llicenciat en Ciències biològiques per la Universitat de Barcelona en 1959, tres anys més tard es llicencia en Ciències químiques per la Universitat de La Laguna. Va obtenir el doctorat de bioquímica el 1966 en la Universitat Estatal d'Ohio als Estats Units, on romania des de 1963 com a becari ppredoctoral. El 1971 va obtenir el doctorat en química per la Universitat Complutense de Madrid.
Va morir el 28 de febrer del 2023 a conseqüència d'un càncer de pròstata.

## Treballs
- 1967-1969 va treballar com a becari postdoctoral en el Departament de bacteriologia i immunologia en l'Escola Mèdica de Harvard.
- 1970-1975 fou becari, col·laborador i investigador de l'Institut de Biologia Cel·lular del CSIC.
- 1975-1984 treballa com a investigador científic en el Centre de Biologia Molecular depenent de la Universitat Autònoma de Madrid i del CSIC.
- 1984-2007 és Professor d'Investigació del CSIC en aquest Centre.

Ha treballat com a professor a la Universitat Harvard (1980-1981) i a la Universitat de Cambridge (1998).

## Investigació
Des de 1967 i fins a 1980 treballà investigant els mecanismes de la biosíntesi de proteïnes i l'acció dels antibiòtics.
Contribueix a descobrir els mecanismes d'interacció de l'aminoacil-tRNA amb el ribosoma, estequiometria de l'elongació de la cadena peptídica. Funcionament de l'estreptomicina, siomicina, àcid fusídic, neomicina B, higromicina A i viomicina.
Desenvolupament i morfogènesi de Drosophila (des del 1980). Caracterització molecular i funcional dels gens proneurals del complex achaete-scute (C-AS) i del seu regulador extramacrochaetae. Caracterització de reforçadores del C-AS. Descobriment dels gens del complex iroquois, i de la seva funció en el prepatró neural i en l'especificació del tòrax i cap. Identificació i caracterització de gens Xiro, homòlegs d'iroquois en Xenopus. Caracterització funcional dels gens charlatan, echinoid, msh i tail-up de Drosophila.
Mapa genètic i seqüenciació del genoma de Drosophila (1991-1999).

## Guardons
- 1993 Premi de la Reial Acadèmia de Ciències Exactes, Físiques i Naturals
- 1994 Premi en Biologia molecular de la Fundació Carmen i Severo Ochoa
- 1996 Medalla Narcís Monturiol de la Generalitat de Catalunya.
- 2000 Premi DuPont per al Foment de la Ciència
- 2002 Premi Rei Jaume I d'Investigació Científica
- Premi Fundació Catalana per a la Recerca. 2003
- Premi Nacional d'Investigació Santiago Ramón y Cajal en Biologia. 2006[2]